# Mighty Oaks
 (janvier 2025).
Si vous disposez d'ouvrages ou d'articles de référence ou si vous connaissez des sites web de qualité traitant du thème abordé ici, merci de compléter l'article en donnant les références utiles à sa vérifiabilité et en les liant à la section « Notes et références ».
En pratique : Quelles sources sont attendues ? Comment ajouter mes sources ?
 (février 2021).
La mise en forme du texte ne suit pas les recommandations de Wikipédia : il faut le « wikifier ».
Les points d'amélioration suivants sont les cas les plus fréquents :
- Les titres sont pré-formatés par le logiciel. Ils ne sont ni en capitales, ni en gras.
- Le texte ne doit pas être écrit en capitales (les noms de famille non plus), ni en gras, ni en italique, ni en « petit »…
- Le gras n'est utilisé que pour surligner le titre de l'article dans l'introduction, une seule fois.
- L'italique est rarement utilisé : mots en langue étrangère, titres d'œuvres, noms de bateaux, etc.
- Les citations ne sont pas en italique mais en corps de texte normal. Elles sont entourées par des guillemets français : « et ».
- Les listes à puces sont à éviter, des paragraphes rédigés étant largement préférés. Les tableaux sont à réserver à la présentation de données structurées (résultats, etc.).
- Les appels de note de bas de page (petits chiffres en exposant, introduits par l'outil «  Source ») sont à placer entre la fin de phrase et le point final[comme ça].
- Les liens internes (vers d'autres articles de Wikipédia) sont à choisir avec parcimonie. Créez des liens vers des articles approfondissant le sujet. Les termes génériques sans rapport avec le sujet sont à éviter, ainsi que les répétitions de liens vers un même terme.
- Les liens externes sont à placer uniquement dans une section « Liens externes », à la fin de l'article. Ces liens sont à choisir avec parcimonie suivant les règles définies. Si un lien sert de source à l'article, son insertion dans le texte est à faire par les notes de bas de page.
- La présentation des références doit suivre les conventions bibliographiques. Il est recommandé d'utiliser les modèles {{Ouvrage}}, {{Chapitre}}, {{Article}}, {{Lien web}} et/ou {{Bibliographie}}. Le mode d'édition visuel peut mettre en forme automatiquement les références.
- Insérer une infobox (cadre d'informations à droite) n'est pas obligatoire pour parachever la mise en page.

Pour une aide détaillée, merci de consulter Aide:Wikification.
Si vous pensez que ces points ont été résolus, vous pouvez retirer ce bandeau et améliorer la mise en forme d'un autre article.
Mighty Oaks est un trio indé/folk rock composé de Ian Hooper (États-Unis), Claudio Donzelli (Italie) et Craig Saunders (Royaume-Uni). Le groupe s'est formé en 2010 et est basé à Berlin.  Selon AllMusic, le groupe produit « des harmonies denses à trois voix et des hymnes folk effusifs et principalement acoustiques ». Début 2014, ils ont sorti leur premier album, Howl, sur Universal Records.  L'album a culminé à la 10ème place des charts officiels allemands avec également plusieurs singles. Ils ont depuis sorti un deuxième LP, Dreamers (2017), et un EP, Storm (2017). Le 7 février 2020, ils ont sorti leur troisième album, All Things Go .

## Histoire

### 2010-12: Fondation, premier EP

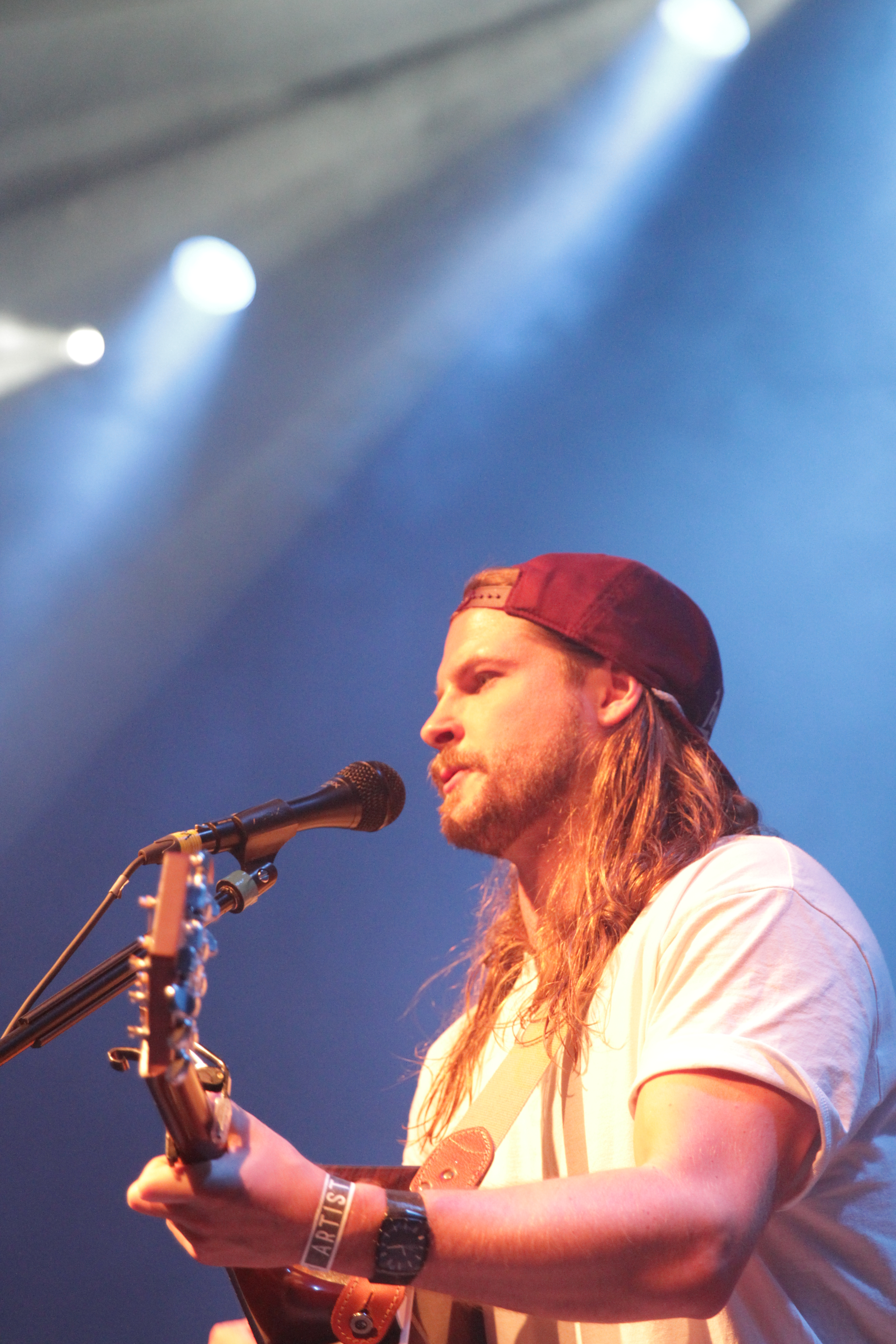
Ian Hooper, chanteur et guitariste

Mighty Oaks a été formé début 2010  par les instrumentistes et chanteurs Ian Hooper (États-Unis), Claudio Donzelli (Italie) et Craig Saunders (Royaume-Uni).  Ayant déménagé à Hambourg après l'université peu de temps avant, Hooper y était devenu ami avec le bassiste Saunders, alors que tous deux travaillaient sur des projets solo en tant qu'auteurs-compositeurs-interprètes. Plusieurs mois plus tard, ils rencontrèrent Donzelli lors d'un petit festival acoustique et restèrent en contact par la suite.  Tous trois étaient intéressés par le rock indépendant et le rock folk,  et, ensemble, ont commencé à se concentrer sur la guitare et d'autres instruments tels que la mandoline . Le groupe sortit un EP auto-produit le 21 mars 2011, enregistré dans l'appartement de Donzelli.  Bien que n'étant pas produit par un label officiel, l'EP a recueilli plusieurs centaines de milliers de hits sur SoundCloud. 

### 2012-14: productions en studio
Le groupe se consacra pleinement à sa musique à partir du milieu de 2012, quand il commença à enregistrer en studio.  À l'été 2012, il sortit son premier EP studio, Just One Day,  distribué par Rough Trade Records. Pour accompagner cette sortie, le trio fit une tournée avec Shout Out Louds en Europe, firent la première partie de Kings of Leon au Waldbühne à Berlin, et se joignit à des groupes tels que Chvrches sur la tournée "Introducing!" organisée par Intro Magazine en Allemagne.  Le groupe a ensuite effectué une tournée à guichets fermés en Suisse, en Autriche et en Allemagne à l'automne 2013. 

### 2014-2019:HowletDreamers

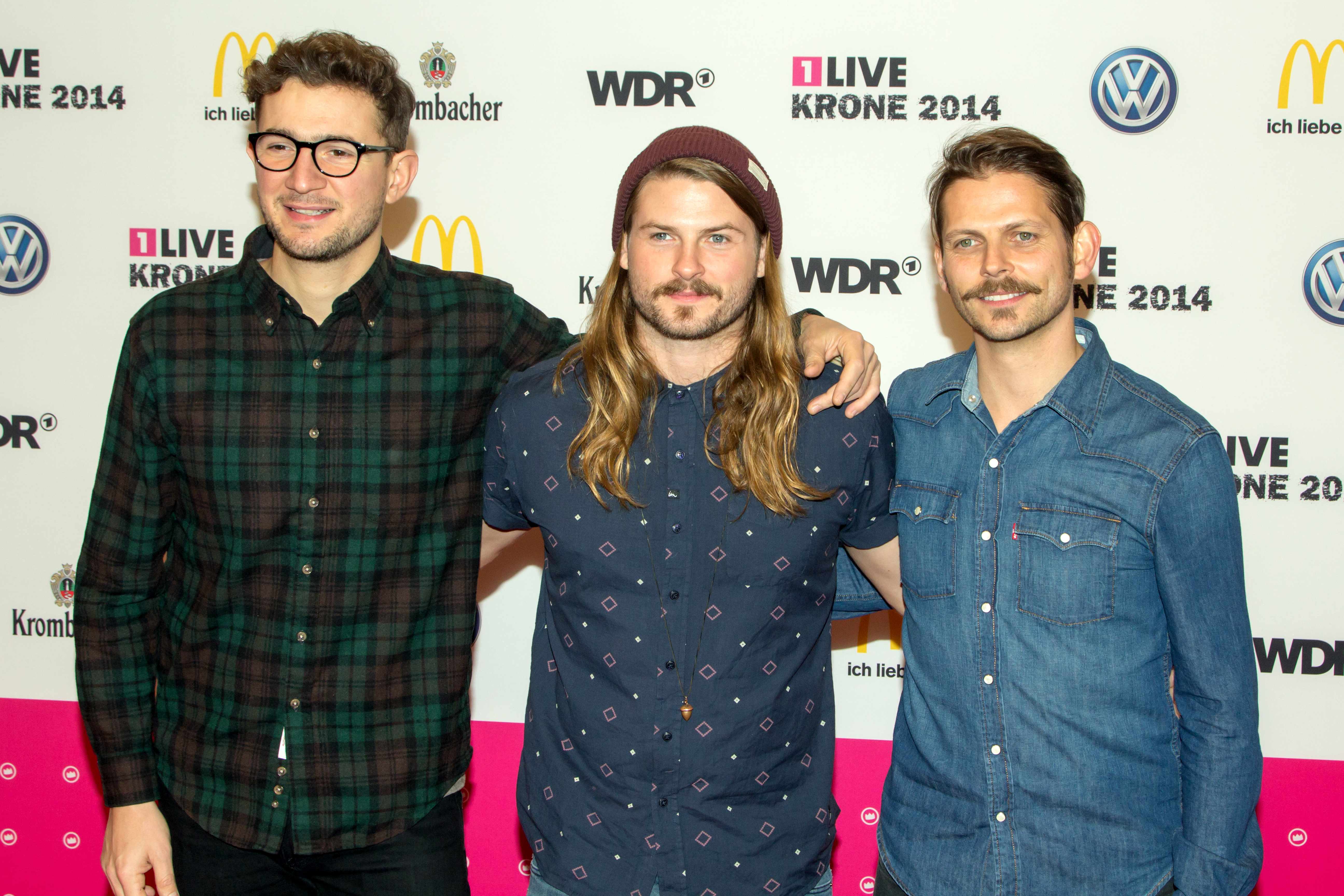
Le groupe au 1Live Krone 2014 : de G à D, Claudio Donzelli, Ian Hooper et Craig Saunders

Début 2014, le groupe sortit en Europe son premier album, Howl, sur Universal Records.  L'album atteignit la 10ème place au hit parade allemand, et plusieurs morceaux furent également classés. Il fut également classé dans le top 10 en Suisse, et dans divers classements dans plusieurs autres pays européens.  Début 2014, le groupe sort le single Brother, assorti d'un clip vidéo tourné dans l’État de Washington. Ils précisent que « 'Brother' est inspiré par la relation d'Ian avec son meilleur ami aux États-Unis, et par leurs aventures et leur maturation dans le nord-ouest des USA ». Ils sortent le EP Brother aux États-Unis en octobre 2014. À propos de cet EP, le groupe explique que "chaque chanson représente un extrait différent de la vie d'Ian et, à ce titre, nous avons traité chaque chanson comme une scène différente dans un film, ou un chapitre dans un roman, en espérant que chacune aurait sa propre signification et serait accompagnée de son propre monde et de ses propres émotions. " 
En 2014, le groupe se produisit principalement lors de festivals comme le Melt! Festival et Dockville en Allemagne, le Montreux Jazz Festival en Suisse, Latitude Festival au Royaume-Uni, Slotsfjell en Norvège, Way Out West en Suède, Exit Festival en Serbie et Valkhof aux Pays-Bas. En décembre 2014, le groupe était en tournée en Europe dans le cadre du Golden Road Tour.  Leur premier album sortit aux États-Unis au printemps 2015 et le groupe joua dans des festivals comme SXSW à Austin, au Texas, pour le promouvoir. Il fit également une tournée aux États-Unis avec Milky Chance.
2016 fut une année de tournants et de bouleversements : les membres du groupe firent une pause après deux ans de tournées ininterrompues et quittèrent Berlin pour retourner temporairement chacun dans son pays d'origine. Ils se réunirent dans l'État de Washington, non loin de la ville natale d'Ian, où le groupe se retira dans le studio du producteur Ryan Hadlock (The Lumineers, Vance Joy, etc.). C'est là qu'ils enregistrèrent Dreamers, leur deuxième album, sorti le 24 mars 2017 sur Universal Music. Le groupe fit une tournée européenne à guichets fermés au printemps, une tournée nord-américaine en septembre et une autre tournée européenne en novembre et décembre 2017. Juste avant que le groupe ne commence sa tournée hivernale, il sortirent un EP auto-produit de 4 titres, Storm.
À l'été 2018, ils jouèrent dans plusieurs festivals européens, parmi lesquels Hurricane Festival et Southside Festival, Traumzeit Festival, Zermatt Unplugged et Milky Chance & Friends Open Air à Berlin.
D'après sa page Instagram, le groupe est retourné en studio à l'automne 2018 pour travailler sur de nouveaux morceaux.

### Depuis 2020:All Things Go
Le troisième album studio du groupe, All Things Go, est sorti le 7 février 2020, chez BMG .

## Style et influences
Selon Allmusic, le groupe produit « des harmonies denses à trois voix et des hymnes folk effusifs et principalement acoustiques ». Les paroles du groupe sont pour la plupart autobiographiques, se concentrant souvent sur des thèmes tels que la nature, la famille, l'amitié, l'amour, la perte et la beauté. Les chansons font souvent référence à la partie nord-ouest des États-Unis, d'où Hooper est originaire. Tous les membres contribuent au processus d'écriture.

## Membres
- Ian Hooper (2010-présent) - chant, guitare acoustique / électrique, mandoline, ukulélé
- Claudio Donzelli (2010-présent) - chant, guitare électrique / acoustique, piano, mandoline, banjo
- Craig Saunders (2010-présent) - chant, basse, mandoline

## Récompenses et nominations
- Festival 1Live Krone 2014 : nommé comme meilleur groupe ;
- European Festival Awards 2014 : nommé comme meilleure révélation.

## Discographie

### Albums studio
- Howl, sorti le 28 février 2014 chez Capitol Records / Universal Music Group / Vertigo Records ;
- Dreamers, sorti le 23 février 2017 chez Capitol / Universal / Vertigo ;
- All Things Go, sorti le 7 février 2020 chez BMG ;
- Mexico, sorti le 7 mai 2021 chez Howl Records / Sony Music.

### EP
- Driftwood Seat, sorti en 2011 (auto-production) ;
- Just One Day, sorti le 5 juillet 2012 (auto-production, distribution par Rough Trade) ;
- Brother, sorti le 7 octobre 2014 chez Astralwerks / Universal
- Storm, sorti le 3 novembre 2017 (auto-production, distribution par Rough Trade) ;
- Driftwood Seat, sorti le 1er février 2019, chez Can Can Recordings.